# Bancroft, Wisconsin
Bancroft är en ort i Portage County i delstaten Wisconsin, USA.